# セミチ
セミチ（Semič, ドイツ語：Semitsch）は、スロベニアの市である。

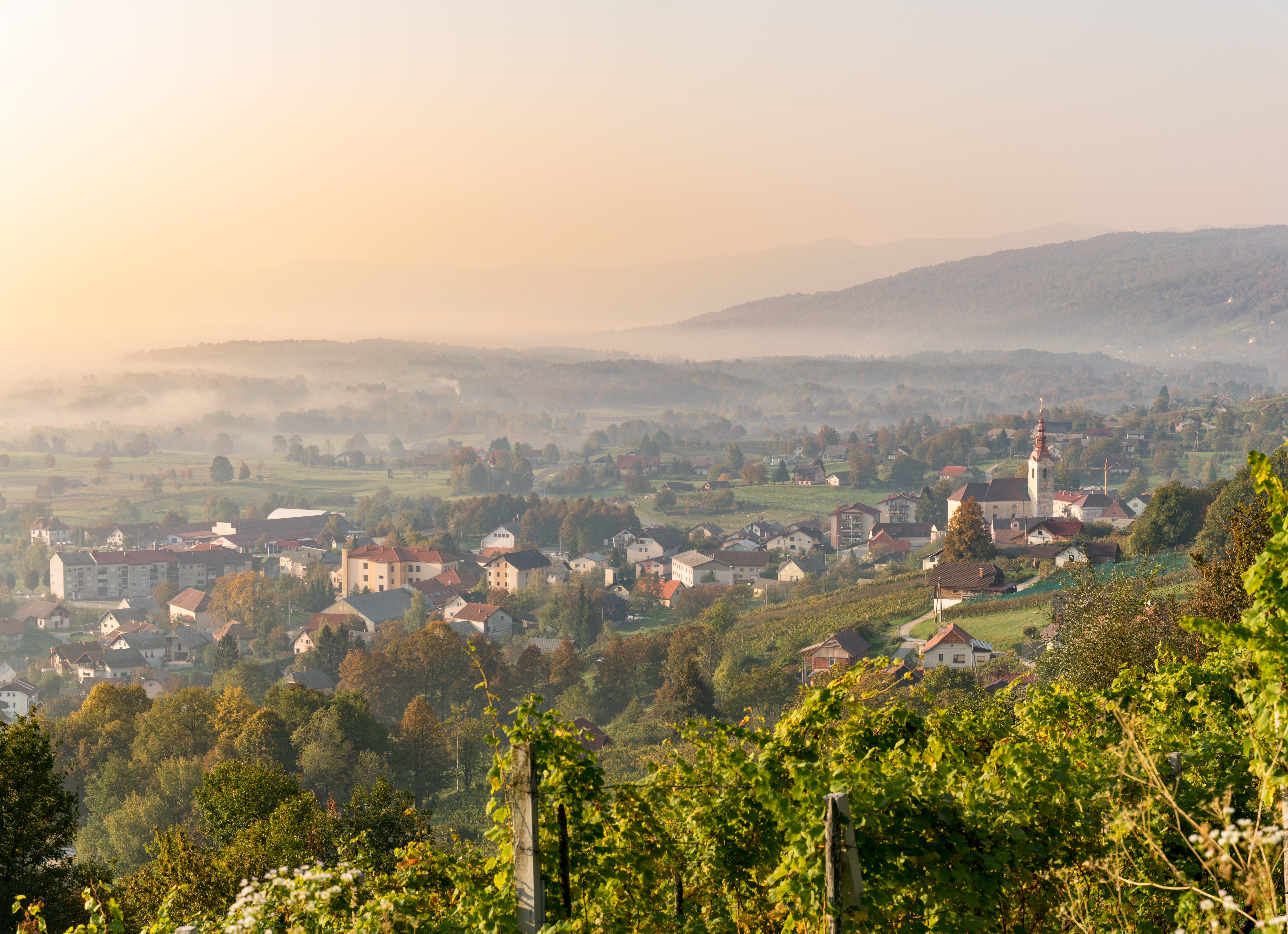
セミチ